# BTCXchange
BTCXchange este prima platformă de tranzacționare Bitcoin din România. A fost lansată în decembrie 2013, iar inițierea proiectului s-a aflat sub îndrumarea economistului orădean Horea Vușcan (politician, antreprenor și militant libertarian). La dezvoltarea platformei a contribuit o parte din echipa de programatori Alien Concept - firmă românească specializată în proiectarea și dezvoltarea echipamentelor hardware și software destinate transportului public respectiv al parcărilor. BTCXchange este, de asemenea, primul exchange care tranzacționează RON.
Platforma BTCXchange oferă un API care permite clienților săi să utilizeze software personalizat pentru accesarea și controlul contului lor.
În decembrie 2014, platforma a fost suspendată în urma unor neînțelegeri între proprietar și programatorul-șef. Fondurile nerecuperate au rămas blocate în conturi, urmând o anchetă penală și o posibilă recuperare a acceselor la servere și la codul sursă de către fondator.
Site-ul a fost relansat în august 2015 de către CEO-ul BTCXchange, Horea Vușcan, cu platforma refăcută de la zero, dar nu a durat mult, platforma urmând să fie închisă din nou pe 12 septembrie 2016.